# Le Page (film)
Pour les articles homonymes, voir Le Page.
Le Page est un court métrage français muet, réalisé par Henri Desfontaines sorti en 1912.

## Fiche technique
- Titre original : Le Page
- Réalisateur : Henri Desfontaines
- Scénario : Paul Garbagni
- Genre : court métrage
- Pays :  France
- Format : Muet - Noir et blanc
- Date de sortie : 1912

## Distribution
- Madeleine Céliat
- Henri Étiévant
- Louise Willy